# Vridmossa
Vridmossa (Trichostomum tenuirostre) är en bladmossart som beskrevs av Lindberg 1864. Enligt Catalogue of Life ingår Vridmossa i släktet lansettmossor och familjen Pottiaceae, men enligt Dyntaxa är tillhörigheten istället släktet Oxystegus och familjen Pottiaceae. Arten är reproducerande i Sverige. Inga underarter finns listade i Catalogue of Life.